# Angiokeratoom
Angiokeratomen zijn uitgezette bloedvaatjes met schilfering (door een verdikte hoornlaag = hyperkeratose). Doordat het dunne vaatjes betreft die vlak onder het huidoppervlak gelegen zijn, geeft dit het beeld van blauwe bultjes, met wat schilfering. Een verschil met angiomata senilia is de kleur (blauw versus rood-paars) en de schilfering.
Er zijn een aantal ziektebeelden te onderscheiden waarbij angiokeratomen voorkomen, waaronder:
- Angiokeratomen van Fordyce: blauw-zwarte bultjes in de genitale streek. Ontstaan met het toenemen van de leeftijd, als gevolg van veroudering. Geen onderliggende oorzaak aantoonbaar.
- Angiokeratoma van Mibelli: bevinden zich vooral aan de vingers en tenen.
- Angiokeratoma corporis circumscriptum: al bij geboorte aanwezig in een beperkt huidgebied.
- Angiokeratoma corporis diffusum: huidbeeld bij stofwisselings- / stapelingsziekten, vooral de ziekte van Fabry. Hierbij ontstaan de huidafwijkingen door bepaalde stoffen niet goed afgebroken kunnen worden, en stapelen in de bloedvatwand.

## Behandeling
Angiokeratomen hoeven niet behandeld te worden. Als er mogelijk sprake zou kunnen zijn van de ziekte van Fabry, moet dat onderzocht en evt. behandeld worden. Angiokeratomen die klachten geven, kunnen weggebrand worden. Dit kan bijvoorbeeld met elektroagulatie, laser of eventueel cryotherapie.